# Burgemeester Stramanbrug
De Burgemeester Stramanbrug (brug 1260) is een bouwkundig kunstwerk in Amsterdam-Zuidoost.
De brug in de vorm van een viaduct is gelegen in het Amsterdamse gedeelte van de Burgemeester Stramanweg en voert over het Abcouderpad. Dat gedeelte van die weg draagt al sinds 1977 de naam van Josephus Anthonius Aloysius Straman, burgemeester van Ouder-Amstel; de naam van de brug stamt uit 2017. Het werd een van de hoofdverkeeraders van Amsterdam-Zuidoost, zeker toen het aangesloten werd op het deel dat in Ouderkerk aan de Amstel ligt. In de visie van gemeente Amsterdam bij inrichting van de wijk Zuidoost werd gekozen voor gescheiden verkeersstromen. In de Amsterdamse Burgemeester Stramanweg waren drie kunstwerken nodig over de kruisingen met voet- en fietspaden.
Brug 1260 werd in 1974/1975 gebouwd tijdens de inrichting van de weg, samen met de brug 855 (alweer gesloopt) en brug 1259. De bruggen werden ontworpen door Dirk Sterenberg van de Dienst der Publieke Werken. Het is een betonnen brug met een betonnen paalfundering. Alleen de leuningen/balustrades zijn van metaal. Opvallend kenmerk van het viaduct zijn de zeshoekige tegels op de helling van de landhoofden.

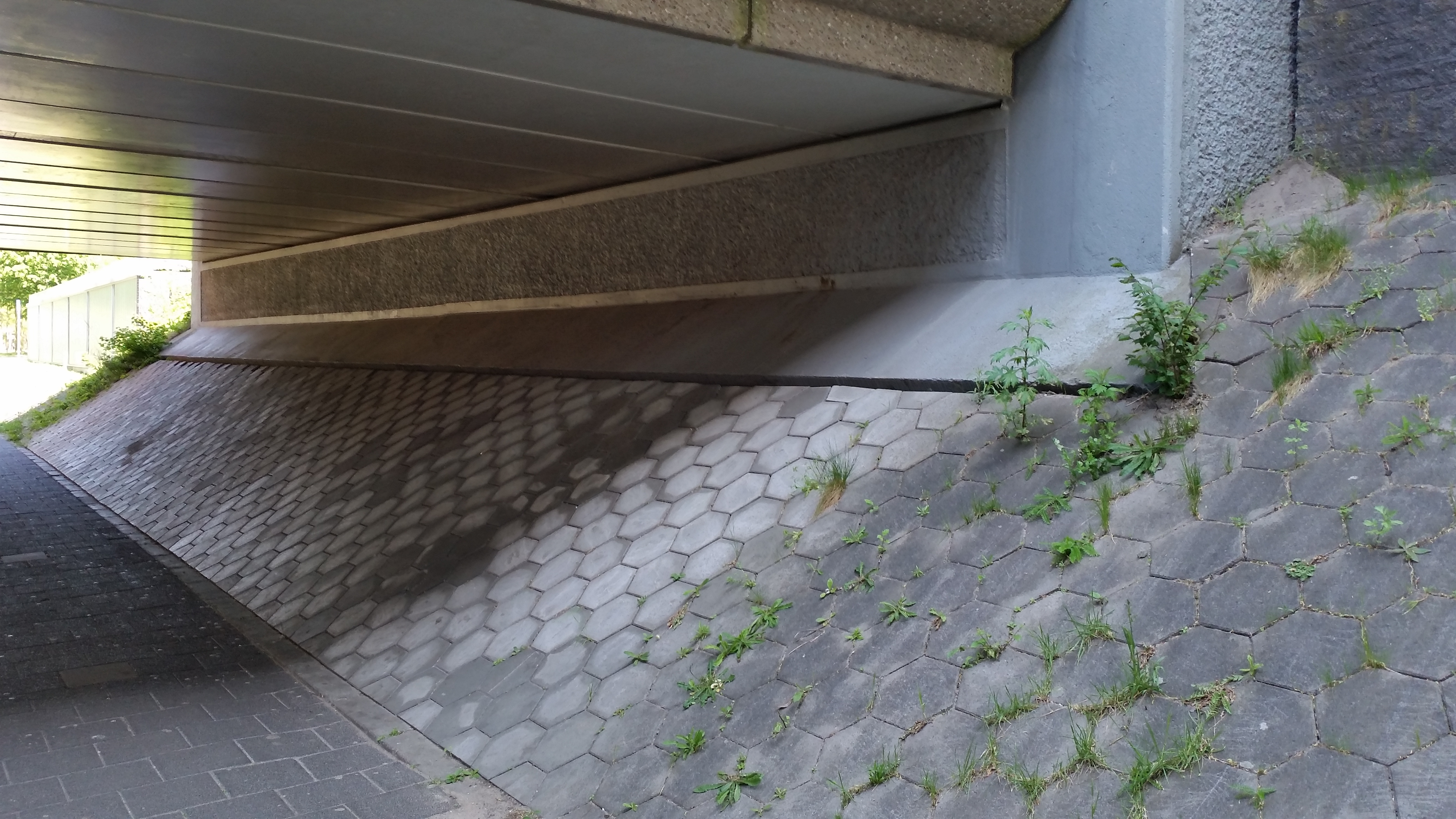
Tegelwerk tegen landhoofd (mei 2020)

<<< · 1201 · 1207 · 1208 · 1209 · 1210 · 1211 · 1212 · 1213 · 1216 · 1217 · 1218 · 1219 · 1220 · 1221 · 1223 · 1224 · 1230 · 1231 · 1246 · 1259 · 1260 · 1261 · 1263 · 1264 · 1265 · 1266 · 1267 · 1268 · 1269 · 1270 · >>>
Brugnummers 1200, brug 1202 (Ouder-Amstel), 1203-1206, 1214, 1215, 1222, 1225-1229, 1232-1245, 1247-1258, 1262 en 1271-1299 zijn niet (meer) in gebruik.